# Harum Scarum
Harum Scarum (w Europie Harem Holiday) to komedia muzyczna z 1965 roku z Elvisem Presleyem w roli głównej.

## Obsada
- Elvis Presley jako Johnny Tyronne
- Mary Ann Mobley jako Princess Shalimar
- Fran Jeffries jako Aishah
- Michael Ansara jako Prince Dragna
- Jay Novello jako Zacha
- Philip Reed jako King Toranshah
- Joseph "Joey" A. Russo jako Yussef

## Fabuła
Znany gwiazdor kina akcji Johnny Tyronne (Elvis Presley), wyrusza na Bliski Wschód promować swój najnowszy film "Piaski pustyni". Niedługo po przyjeździe zostaje jednak uprowadzony przez gang zabójców, którzy pod wpływem jego filmowych poczynań, chcą zlecić mu zabójstwo. Johnny jednak odmawia i ucieka z rąk swoich prześladowców. Nim będzie zupełnie bezpieczny, musi jeszcze przebyć pustynię.

## Produkcja
Zdjęcia do filmu rozpoczęto 15 marca 1965 roku, kręcono je w studiu MGM w Culver City. Premiera odbyła się w USA 24 listopada 1965 roku. Zanim filmowi nadano ostateczny tytuł, posługiwano się kilkoma roboczymi tytułami: "In My Harem", "Harum Holiday" i "Harem Scarum".